# Werner Lundqvist

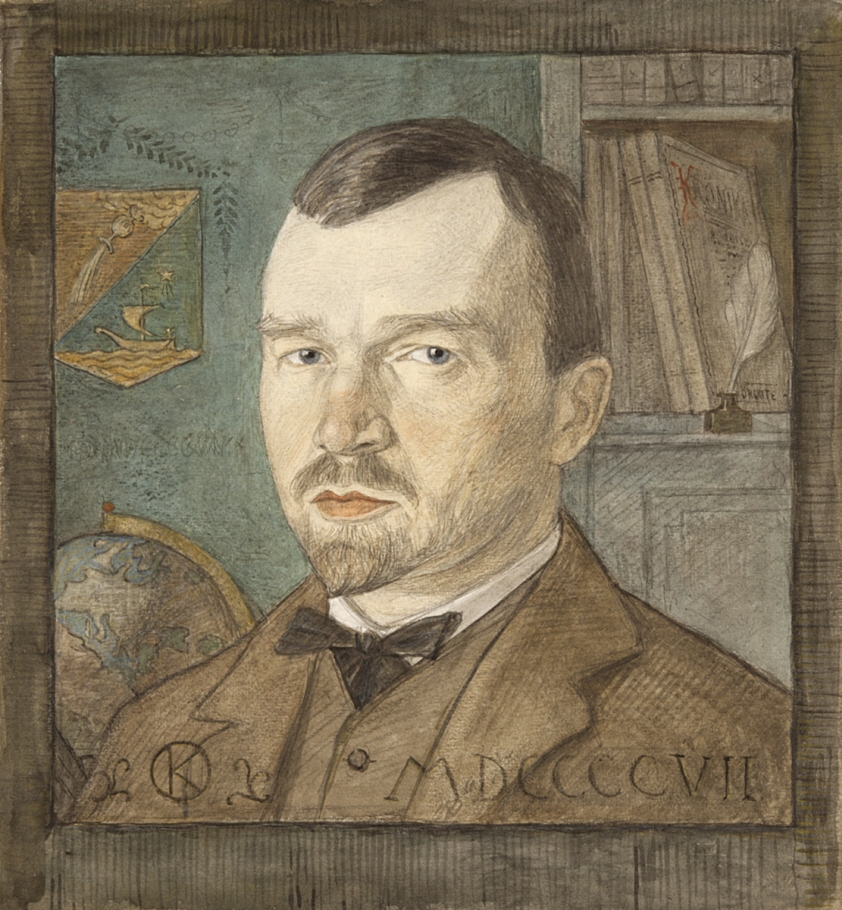
Werner Lundqvist; porträtt av Ole Kruse (1907)

Gustaf Werner Lundqvist, född 6 januari 1868 i Uddevalla, död 2 juli 1943,  var en svensk skeppsredare och donator.
Han var son till handlanden Carl Gustaf Lundqvist och Adelaide Brattberg, och var från 1900 gift med Anna Ahrenberg, dötter till skeppsreadren Theodor Ahrenberg.
Werner Lundqvist genomgick Göteborgs handelsinstitut och arbetade därefter på kontor i Hamburg och sedan på ett rederikontor i Göteborg. 1898 grundade han sitt eget rederi, som 1917 gick upp i Svenska Lloyd.
1899 flyttade Lundqvist till Örgryte, där han ett par år senare, 1903, lät uppföra en nationalromantisk villa som döptes till Soltorpet. Arkitekt var Georg Nordström. 1915 blev Lundqvist ordförande i Örgryte kommunalnämnd och handlade då kommunens införlivande 1922 med Göteborgs stad. Från 1931 var han konsul för Uruguay.
År 1917 köpte Lundkvist halvön Galtarö i nuvarande Stenungsunds kommun, som han ägde till år 1939. Centrum för hans vistelse på Galtarö var den s.k. Storstugan som omnämns flitigt i en serie tryckta häften som kallas Brödrasamtal, skrivna av Lundqvist. 
I Örgryte mötte Lundqvist den excentriske dansk-svenske konstnären Ole Kruse. Runt sig och Kruse samlade Lundqvist vänner och grannar i Soltorpet, i ett lösligt formerat sällskap som kallade sig Bröderna i Böödalen. Till medlemmarna hörde bland andra Simon Abersteen, Karl M Bengtsson, Reinhold Callmander, Sigfrid Ericson, Gustaf von Holten, Axel Romdahl och Olof Traung.
Lundqvist donerade stora summor till Sjöfartsmuseet och Göteborgs konstmuseum i Göteborg, samt till Göteborgs högskola. När Göteborgs konstmuseum öppnade 1925 hade den Lundqvistska samlingen lika stort utrymme som den Fürstenbergska. En central plats intogs av det så kallade Brödrarummet, som också fungerade som mötesplats för Bröderna i Böödalen vid högtidliga tillfällen. Idag är det mesta av den Lundqvistska samlingen splittrad, men Ole Kruses Livets Träd finns kvar på sin ursprungliga placering på Brödrarummets fondvägg.
Lundqvist är begravd på Örgryte gamla kyrkogård i Göteborg.

## Publikationer
- Böödalens krönika (1917)
- Galtaröboken (1923)
- Jeff Werner "Brodern som bestämde. Werner Lundqvist och Göteborgs konstmuseum", i Skiascope 5: Fådda och försmådda. Samilngarnas historia vid Göteborgs konstmuseum, Göteborg 2012 ISBN 978-91-87968-79-2
  - Lundqvist, Werner (1926-1927). Soltorpets krönika. Göteborg
  - Lundqvist, Werner. Brödrasamtal 1922-1928. Göteborg
  - Lundqvist, Werner. Brödrasamtal år 1931. Göteborg
  - Lundqvist, Werner. Brödrasamtal åren 1932 och 1933. Göteborg
  - Lundqvist, Werner. Brödrasamtal åren 1934 och 1935. Göteborg
  - Lundqvist, Werner. Brödrasamtal åren 1935 och 1936. Göteborg
  - Lundqvist, Werner. Brödrasamtal år 1937. Göteborg
  - Lundqvist, Werner. Brödrasamtal år 1938. Göteborg
  - Lundqvist, Werner. Brödrasamtal år 1939-1941. Göteborg
  - Lundqvist, Werner. Werner Lundqvists samling (Göteborgs universitetsbibliotek). Göteborg. http://urn.kb.se/resolve?urn=urn:nbn:se:alvin:portal:record-566761

### Fotnoter
1. ↑  Lundqvist, Gustaf Werner i Vem var det? (1944)
2. ↑  Hitta graven: Göteborg